# زیردریایی کی-۲۷۸ کامسومولت
زیردریایی کی-۲۷۸ کامسومولت (به انگلیسی: Soviet submarine K-278 Komsomolets) یک زیردریایی بود که طول آن ۱۱۷٫۵ متر (۳۸۵ فوت) بود. این زیردریایی در سال ۱۹۸۳ ساخته شد و شش سال بعد در سال ۱۹۸۹ غرق شد .